# Pristioforiformes
|  | No s'ha de confondre amb Pristiformes. |

Els pristioforiformes (Pristiophoriformes) són un ordre d'elasmobranquis selacimorfs coneguts vulgarment com a taurons serra. Solament conté una família Pristiophoridae, i dos gèneres Pristiophorus i Pliotrema, amb un total de vuit espècies. No han de confondre's amb els Pristiformes o peixos serra, que no són taurons sinó rajades.